# Структура реальности: Наука параллельных вселенных
«Структура реальности: Наука параллельных вселенных» (англ. The Fabric of Reality) — книга британского физика Дэвида Дойча. Книга впервые опубликована на английском языке в 1997 году. 

## Описание
В книге описывается квантовая механика и её значение в понимании реальности. Дойч выдвинул гипотезу мультивселенной, которая является частью теории всего.

## Отзывы и рецензии
Книга получила в основном положительные отзывы. Рецензия Георгия Васильева, эксперта Всенауки:
Дэвид Дойч работает на переднем крае науки — он один из ведущих специалистов мира по квантовым вычислениям. Но в этой книге его замах гораздо шире. Он рассказывает о четырех великих идеях XX века, из которых должна сложиться «теория всего». Идея Хью Эверетта: странности квантового мира объясняются тем, что наша Вселенная — лишь одна из огромного множества параллельно существующих вселенных. Идея Ричарда Докинза: биологическая эволюция по сути — это эволюция знаний, заложенных в геноме.